# دایره کیدال
دایره کیدال (به لاتین: Kidal Cercle) یک منطقهٔ مسکونی در مالی است که در استان کیدال واقع شده‌است. دایره کیدال ۲۱٬۳۵۳ کیلومتر مربع مساحت و ۳۳٬۰۸۷ نفر جمعیت دارد.